# جان لیپولیتو
جان لیپولیتو (انگلیسی: Jon Ippolito؛ زادهٔ ۱۹ مارس ۱۹۶۲) هنرمند، دانشور رسانه‌های جدید و نمایشگاه‌گردان سابق در موزه گوگنهایم نیویورک اهل آمریکا است. ایپولیتو در اوایل دهه 1980 اخترفیزیک و نقاشی خواند و سپس در دهه 1990 هنر اینترنتی را دنبال کرد.
لیپولیتو «ده اسطوره هنرهای شبکه» را در سال ۲۰۰۲ تعریف کرد.
آثار او به بررسی همکاری‌ها و شبکه‌های دیجیتالی می‌پردازد، موضوعی که در بورس تحصیلی بعدی او برجسته بود.

## انتشارات
ایپولیتو بیش از بیست فصل کتاب و بیش از چهل مقاله چاپی را در طیف وسیعی از رسانه‌ها مانند واشینگتن پست، آرتفروم و لئوناردو منتشر کرده‌است. او همچنین بیش از ۱۰۰ سخنرانی در چندین مکان علمی و فرهنگی از جمله آکادمی‌های ملی، ناسا و مجمع آمریکا ارائه کرده‌است.

## گفتگوها
- مصاحبه Jon Ippolito توسط Karen Verschooren
- «زندگی مصنوعی و مرگ طبیعی»، بحث با استوارت برند و کوین کلی، رسانه‌های جدید و حافظه اجتماعی، دانشگاه کالیفرنیا، برکلی، ۱۸ ژانویه ۲۰۰۷
- «چگونه حق چاپ را برای سرگرمی و سود هک کنیم» مجموعه سخنرانی‌های فرهنگ منبع باز، دانشگاه کلمبیا، نیویورک، ۲ دسامبر ۲۰۰۴.
- «سازندگان و عوام: چرا و چگونه به اشتراک گذاشتن» در کنفرانس عوام فکری، دانشگاه مین، ۲۰ نوامبر ۲۰۰۴.
- مصاحبه توسط دومینیکو کوارانتا، «پریدن به ورطه و دوباره ظاهر شدن با مروارید»، نوئما (راونا، ایتالیا) (نوامبر ۲۰۰۵).
- مصاحبه لیزا اوگبرن، «داستان تو چیست: جان ایپولیتو»، Eatthesewords.com، ۲ اکتبر ۲۰۰۱.